# Rupert Viktor Oppenauer
Rupert Viktor Oppenauer (3 février 1910 - 1969) est un chimiste autrichien.
Il étudie à l'ETH Zürich et découvre l'oxydation d'Oppenauer des alcools secondaires et des cétones.